# 图勒 (默尔特-摩泽尔省)
图勒（法語：Toul，法語發音：[tul]），法国东北部城市，大东部大区默尔特-摩泽尔省的一个市镇，同时也是该省的一个副省会，下辖图勒区，其市镇面积为30.59平方公里，2022年1月1日时人口数量为15570人，是该省人口第四多的市镇，在法国所有城市中排名第608位。
图勒位于默尔特-摩泽尔省西南部，摩泽尔河的一处曲流外侧，历史上曾与梅斯和凡尔登组成了三主教管区，现代则为一个区域性的中心城市，同时也是重要的交通枢纽，巴黎－斯特拉斯堡和屈尔蒙－图勒两条铁路在此交汇，多个军营在此驻扎。
图勒也因当地所产的同名葡萄酒而闻名，后者为法国国家地理标志保护产品。

## 地名来源
“图勒”一名来源于其高卢-罗马时期的名称，而在更早期的托勒密著作《地理学指南》中，图勒则被记载为。

## 历史

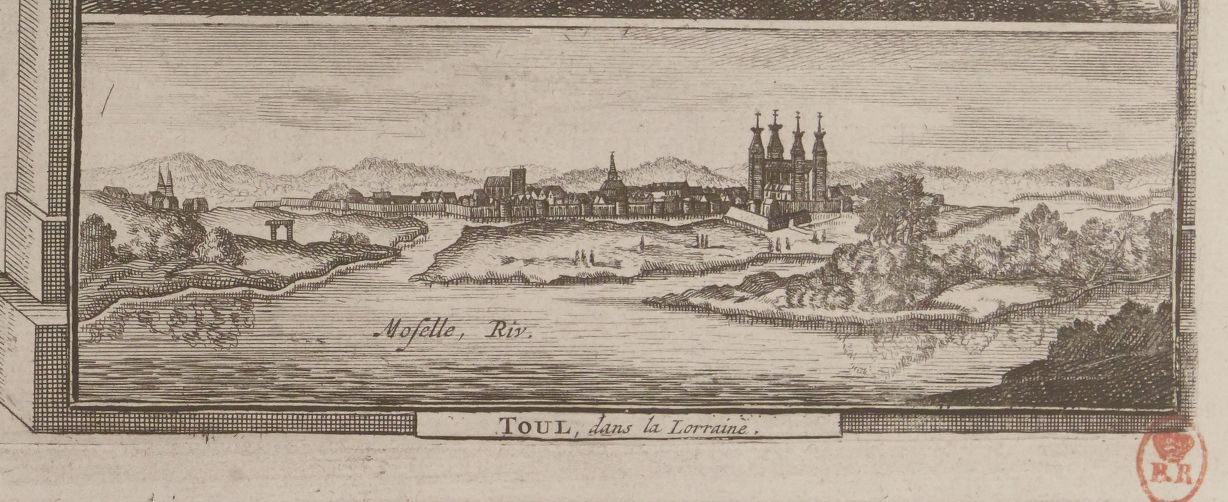
1729年的图勒

图勒历史悠久，早在高卢时期就已出现人类活动，为莱乌克人的活动范围，后者在摩泽尔河左岸兴建了一处港口，成为现代图勒城市的前身。罗马人入侵后，该城市被命名为图卢姆莱乌科鲁姆，划归至比利时高卢，并成为帝国内的一个水陆码头。公元3世纪，芒叙成为图勒的首任主教。克洛维一世逝世后，图勒成为奥斯特拉西亚的一部分，而《凡尔登条约》签订后则被划至中法兰克王国，后被神圣罗马帝国继承。1552年，受到查理五世#反对宗教改革|对新教徒的排挤，阿尔布雷希特与法兰西国王亨利二世签署《尚博尔条约》，将图勒、梅斯和凡尔登三地设为三主教管区，受到法兰西王国的保护。1648年《威斯特伐利亚和约》签署后，法兰西确立了阿尔萨斯-洛林大部分地区的主权，但三主教管区的特殊行政地位得以继续保留，直至法国大革命结束。其间，军事家沃邦于1700年在图勒主持修建了防御工事；1777年，图勒教区与南锡教区合并。工业革命市区，图勒成为一个铁路和水运枢纽，但受到普法战争的影响，图勒在19世纪末成为军事重地，未能获得太大的发展。二战后，图勒逐渐发展成为南锡西部的一个远郊卫星城。

## 地理

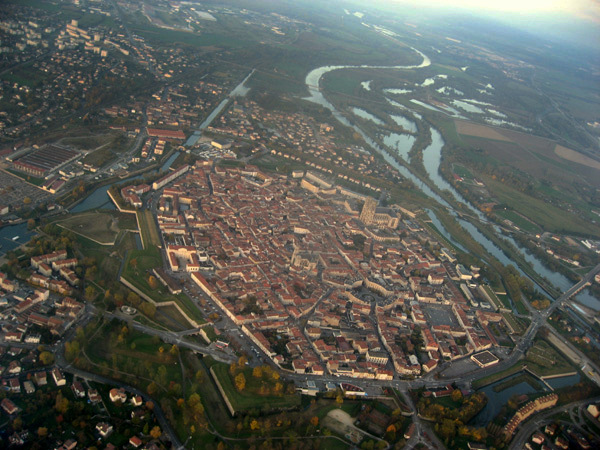
鸟瞰图勒

图勒位于法国东北部，大东部大区中东部和默尔特-摩泽尔省西南部，距离省会南锡大约22公里，其周边区域亦以“图勒”命名。与图勒接壤的市镇包括：比克莱、布夫龙、布吕莱、沙尔姆拉科特、摩泽尔河畔绍德内、栋日耳曼、多马坦莱图勒、埃克鲁沃、弗朗什维尔、贡德勒维尔、日村、蒙勒维尼奥布勒、帕涅-代里耶尔巴里讷、维莱圣艾蒂安。

### 地形
图勒位于洛林高原中部阿讷谷地的出口处，境内以丘陵为主，市区地势相对平坦，全境海拔在200到400米之间。

### 水文
图勒位于摩泽尔河一处曲流的外侧。在第四纪初期，摩泽尔河原本通过图勒以西的阿讷谷地注入默兹河，而在冰川边缘活动的影响下，该河通过向源侵蝕所形成的新通道转向东北与默尔特河交汇，并成为摩泽尔河的正源。
19世纪开凿的马恩－莱茵运河和东部运河从图勒及阿讷谷地经过。

### 植被
图勒属于温带落叶林区，市区内的主要绿地分布于摩泽尔河畔及埃米尔·莫塞利花园（Jardin Emile Moselly）等地，常年免费向公众开放。

### 气候
图勒在柯本气候分类法中属于温带海洋性气候，但由于距离海岸线相对偏远，故又带有一定的大陆性特征。
图勒境内设有气象站，以下为该气象站的数据（其中日照数据取自南锡）：
| 图勒1981年－2019年  | 图勒1981年－2019年 | 图勒1981年－2019年 | 图勒1981年－2019年 | 图勒1981年－2019年 | 图勒1981年－2019年 | 图勒1981年－2019年 | 图勒1981年－2019年 | 图勒1981年－2019年 | 图勒1981年－2019年 | 图勒1981年－2019年 | 图勒1981年－2019年 | 图勒1981年－2019年 | 图勒1981年－2019年 |
| 月份                | 1月                | 2月                | 3月                | 4月                | 5月                | 6月                | 7月                | 8月                | 9月                | 10月               | 11月               | 12月               | 全年               |
| ------------------- | ------------------ | ------------------ | ------------------ | ------------------ | ------------------ | ------------------ | ------------------ | ------------------ | ------------------ | ------------------ | ------------------ | ------------------ | ------------------ |
| 历史最高温 °C（°F） | 14 (57)            | 18 (64)            | 24.3 (75.7)        | 26 (79)            | 29 (84)            | 33 (91)            | 37 (99)            | 37 (99)            | 31 (88)            | 26.3 (79.3)        | 21 (70)            | 18 (64)            | 37 (99)            |
| 平均高温 °C（°F）   | 3.7 (38.7)         | 5.1 (41.2)         | 9.8 (49.6)         | 13.4 (56.1)        | 17.8 (64.0)        | 20.8 (69.4)        | 24 (75)            | 23.8 (74.8)        | 19.7 (67.5)        | 14 (57)            | 7.9 (46.2)         | 4.8 (40.6)         | 13.7 (56.7)        |
| 日均气温 °C（°F）   | 1.7 (35.1)         | 2.1 (35.8)         | 5.9 (42.6)         | 8.8 (47.8)         | 13.2 (55.8)        | 16.2 (61.2)        | 18.9 (66.0)        | 18.5 (65.3)        | 15 (59)            | 10.6 (51.1)        | 5.5 (41.9)         | 2.7 (36.9)         | 9.9 (49.8)         |
| 平均低温 °C（°F）   | −0.4 (31.3)        | −0.9 (30.4)        | 2 (36)             | 4.3 (39.7)         | 8.5 (47.3)         | 11.5 (52.7)        | 13.6 (56.5)        | 13.1 (55.6)        | 10 (50)            | 7.1 (44.8)         | 2.9 (37.2)         | 0.7 (33.3)         | 6 (43)             |
| 历史最低温 °C（°F） | −17.8 (0.0)        | −15.9 (3.4)        | −9 (16)            | −5.6 (21.9)        | −0.9 (30.4)        | 0 (32)             | 1 (34)             | 1 (34)             | 1 (34)             | −4.2 (24.4)        | −10.9 (12.4)       | −13 (9)            | −17.8 (0.0)        |
| 平均降水量 mm（）   | 56.2 (2.21)        | 37.9 (1.49)        | 44 (1.7)           | 38.9 (1.53)        | 92.6 (3.65)        | 59.1 (2.33)        | 39.6 (1.56)        | 40 (1.6)           | 55.1 (2.17)        | 57 (2.2)           | 68.8 (2.71)        | 67 (2.6)           | 656.2 (25.83)      |
| 月均日照時數        | 55.9               | 79.7               | 129.1              | 173.9              | 199.1              | 220.9              | 229.1              | 213.7              | 162.8              | 104.8              | 51.7               | 44.3               | 1,665              |
| 来源：infoclimat.fr |                    |                    |                    |                    |                    |                    |                    |                    |                    |                    |                    |                    |                    |

## 行政区划
图勒是法国大东部大区默尔特-摩泽尔省的一个市镇，编号为54528，它也是默尔特-摩泽尔省的一个副省会。图勒下辖图勒区，管理图勒县，同时也是图勒土地市镇公共社区的办公驻地。
法国国家统计与经济研究所（简称）在进行数据统计时，将图勒及相邻的另外3个市镇设为图勒城市核心区和图勒城市区。同时，还将图勒市镇分为了8个“块区”（IRIS），以便于统计人口分布情况。

## 交通

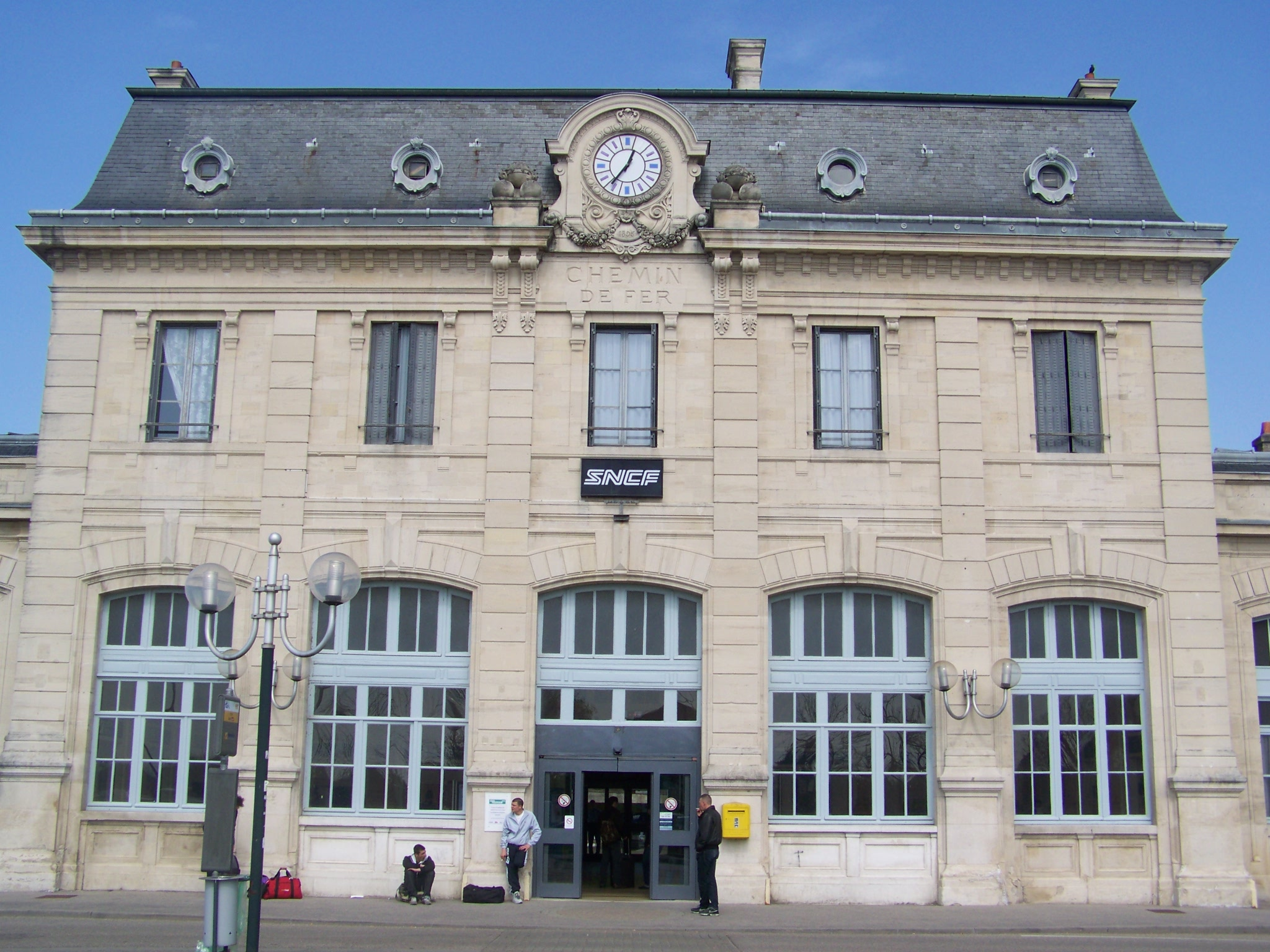
图勒火车站主站房

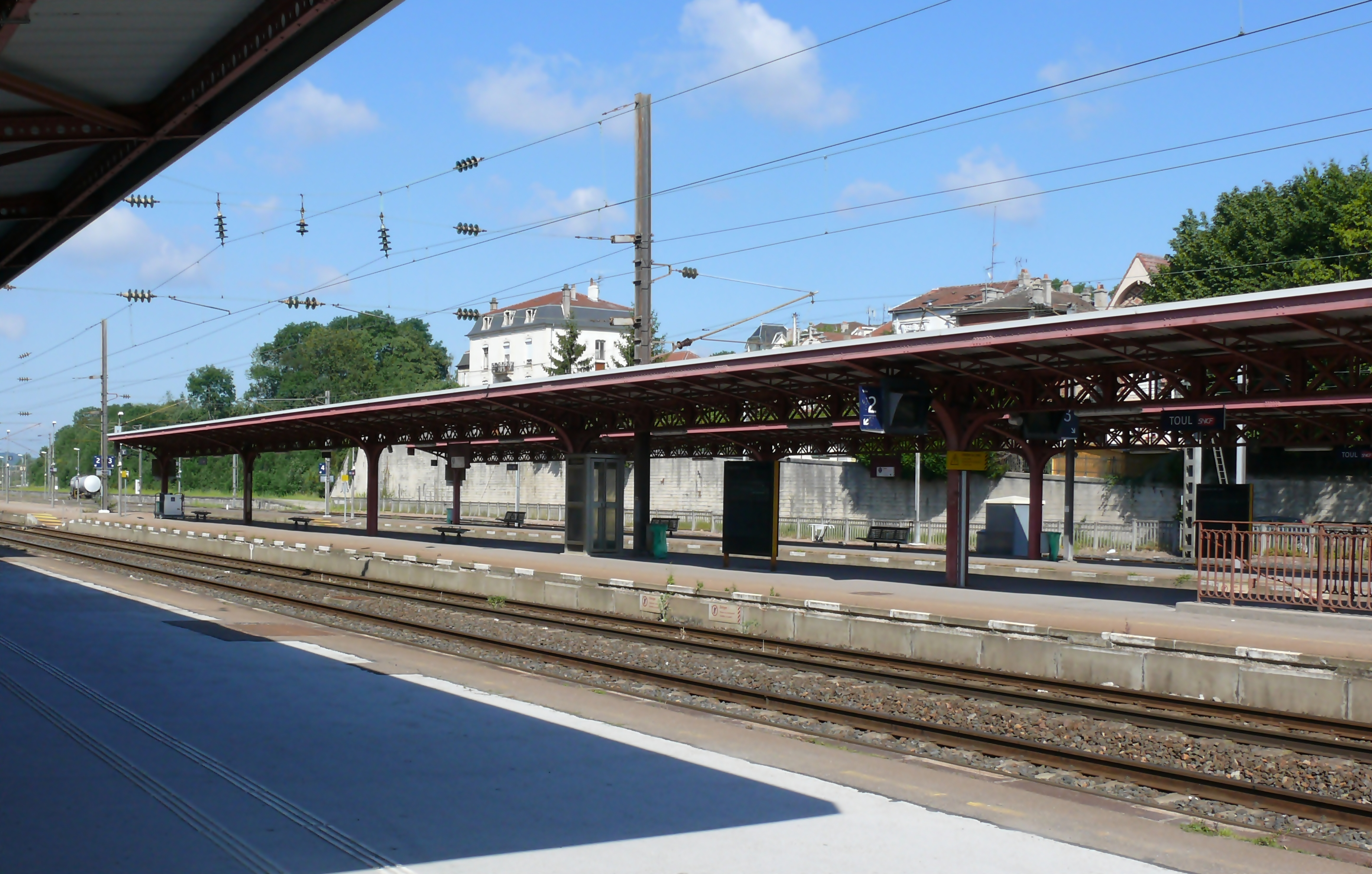
图勒火车站的站台

### 公路
A31高速公路和法国国道N4线在图勒市区南部交汇，另有多条默尔特-摩泽尔省省道经过图勒境内。
大东部大区公共交通提供前往讷沙托方向的大巴车，停靠沿途所有市镇；其下属的默尔特-摩泽尔省城际客运R410线连接图勒和南锡市区，另有校车线路可前往周边部分市镇。
2016年，71.3%的图勒家庭拥有至少一辆的私人汽车。同年，图勒境内共发生各类交通事故8起，造成5人遇难，5人受伤。

### 铁路
图勒位于巴黎－斯特拉斯堡铁路和屈尔蒙-沙朗德雷－图勒铁路的交汇处，是法国东北部的一个铁路枢纽，在法国高速铁路东线开通以前，图勒是由洛林前往巴黎及法国中部大部分地区的必经之地。
图勒站位于市区中西部，停靠以下三条线路的区域列车：
- 巴黎—图勒—南锡—萨尔堡/斯特拉斯堡，每天往返一至两班
- 兰斯/香槟沙隆/巴勒迪克—图勒—南锡/吕内维尔，每天往返7班左右
- 第戎/讷沙托—图勒—南锡，每天往返5班左右

### 航空
距离图勒最近的民用航空站为梅斯-南锡-洛林机场，距离图勒市中心车程约50公里。

### 城市公共交通
图勒城市公共交通（商业名称为）是当地的公共交通系统，下属数条市区及城郊公交线路。

## 政治

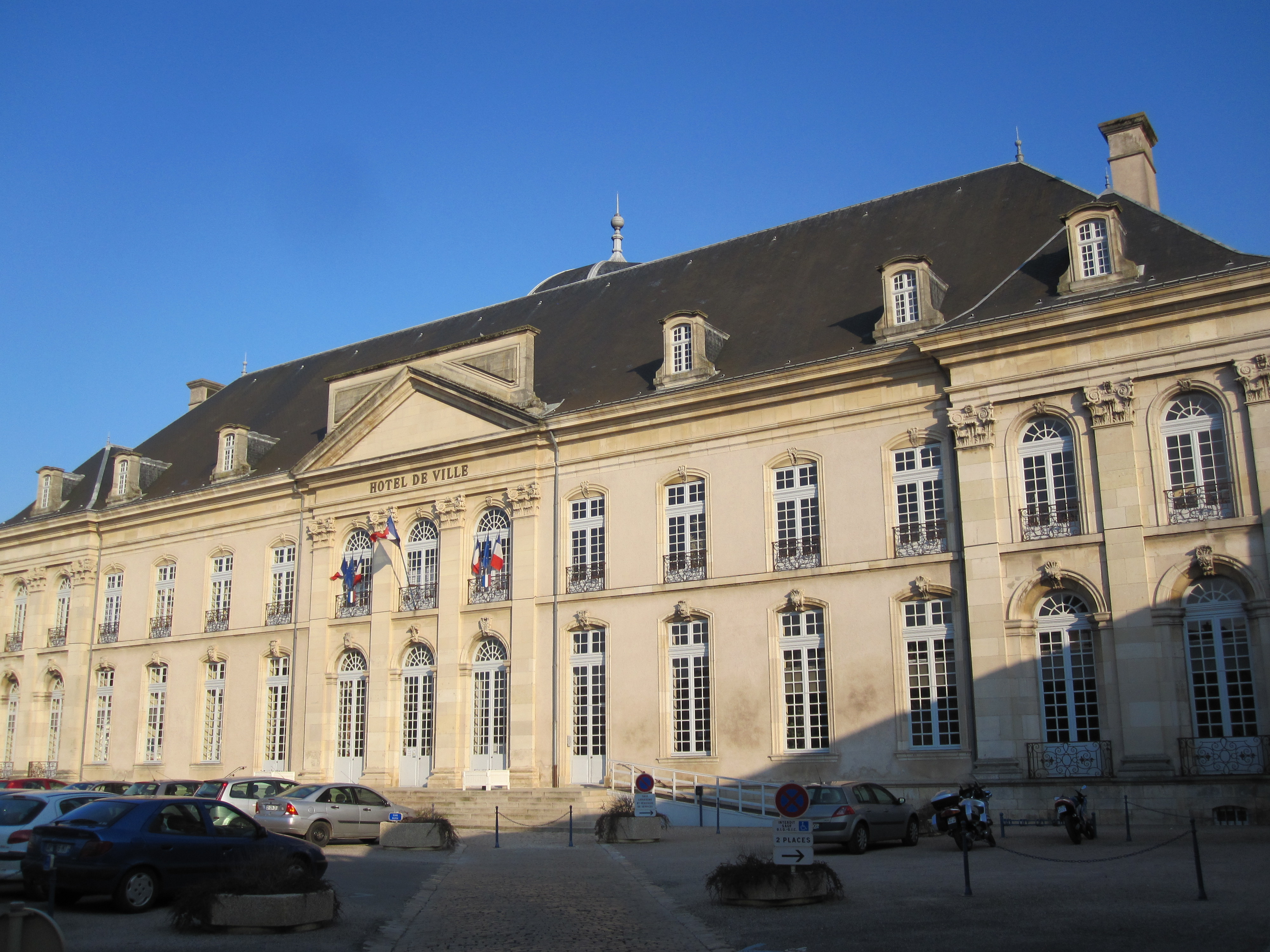
图勒市政厅

图勒的现任市长为阿尔德·阿尔芒先生（Alde Harmand），他是社会党的一名成员，在2014年的市政选举中获得了51.1%的支持率。
在2017年的法国总统大选中，法国第25任总统埃马纽埃尔·马克龙在图勒获得了54.59%的支持率。
| 图勒历届市长   |               |                      |
| 任期           | 市长          | 党派                 |
| 1945年－1949年 | 皮埃尔·施密特 | SFIO工人国际法国支部 |
| 1949年－1953年 | 亨利·米勒     | RPF法国人民联盟      |
| 1953年－1955年 | 克莱蒙·博     | 不详                 |
| 1955年－1971年 | 皮埃尔·施密特 | SFIO工人国际法国支部 |
| 1971年－2001年 | 雅克·戈索     | RPR保衛共和聯盟      |
| 2001年－2013年 | 妮科尔·费特   | PS社会党             |
| 2013年－       | 阿尔德·阿尔芒 | PS社会党             |

## 人口
2017年，图勒市镇人口数量为15,832，在法国排名第608位。其中男性7,618人，女性8,089人，75岁及以上人口占7.6%，外籍人口数量为1,058人，人口密度为518人/平方公里，当地居民被称为（男性）或（女性）。2018年，图勒境内出生177人，死亡人口163人。
| 年份   | 1936   | 1946  | 1954   | 1962   | 1968   | 1975   | 1982   | 1990   | 1999   | 2006   | 2011   | 2016   | 2017   |
| ------ | ------ | ----- | ------ | ------ | ------ | ------ | ------ | ------ | ------ | ------ | ------ | ------ | ------ |
| 人口數 | 13,267 | 9,389 | 12,134 | 14,155 | 14,780 | 16,454 | 17,406 | 17,281 | 16,945 | 16,617 | 16,002 | 15,707 | 15,832 |

## 经济
图勒是一个区域性的中心城市，当地共有各类用人单位1,860家，平均历史为16年，行政、医疗及社会服务是当地的主要就业岗位类型

## 财政收入
2018年，图勒的财政收入总额为23,949,600欧元，财政支出总额为23,011,800欧元，当年的债务总额为17,514,500欧元。
2014年，图勒的人均收入总额为2,442欧元，其中高职人员为3,862欧元，普通职员为1,764欧元。
2016年，图勒境内的青壮年（15至64岁）失业率为18.4%，当地33.3%的家庭拥有纳税资格。

## 社会事务

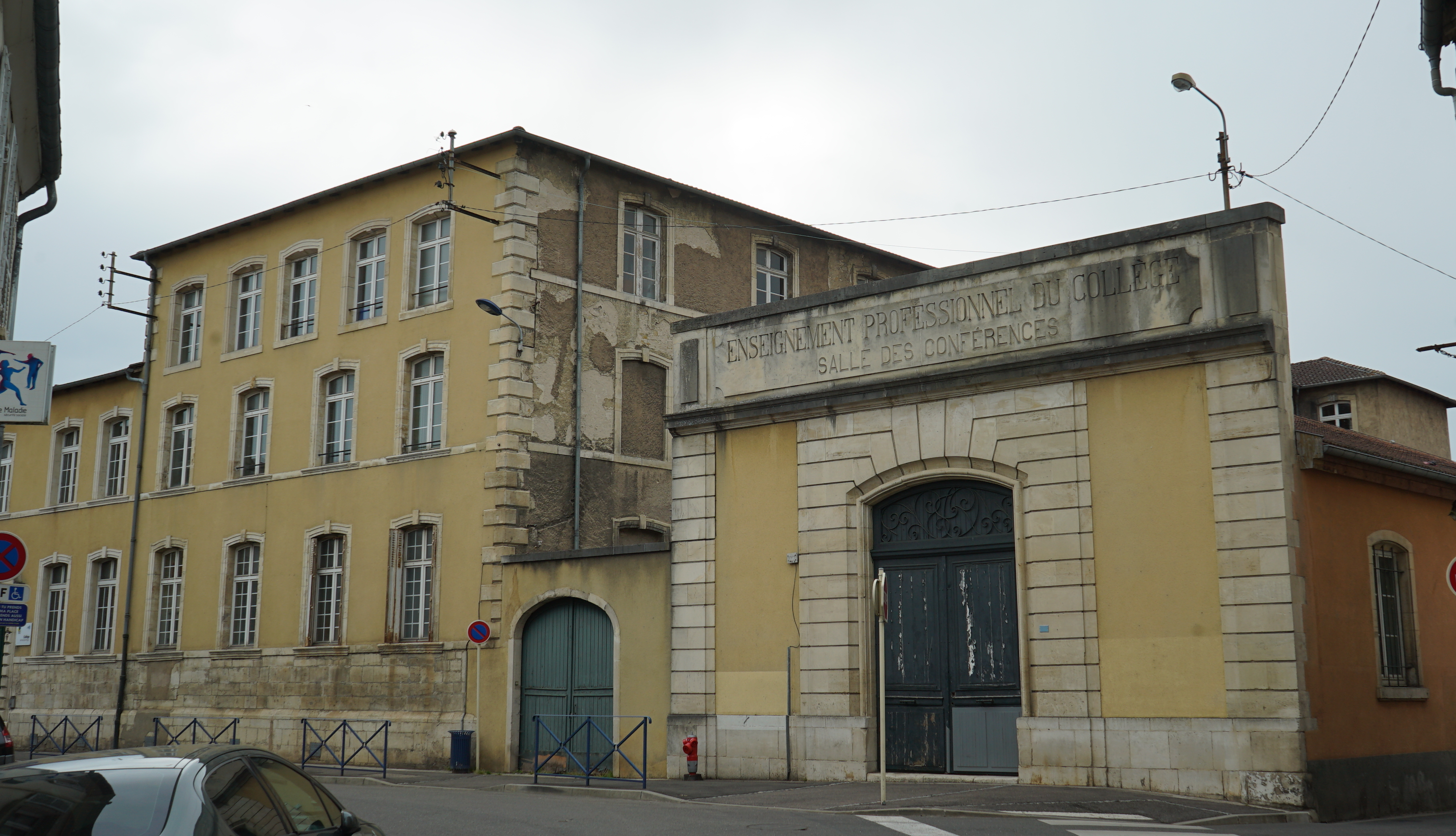
图勒市中心的一处初级中学

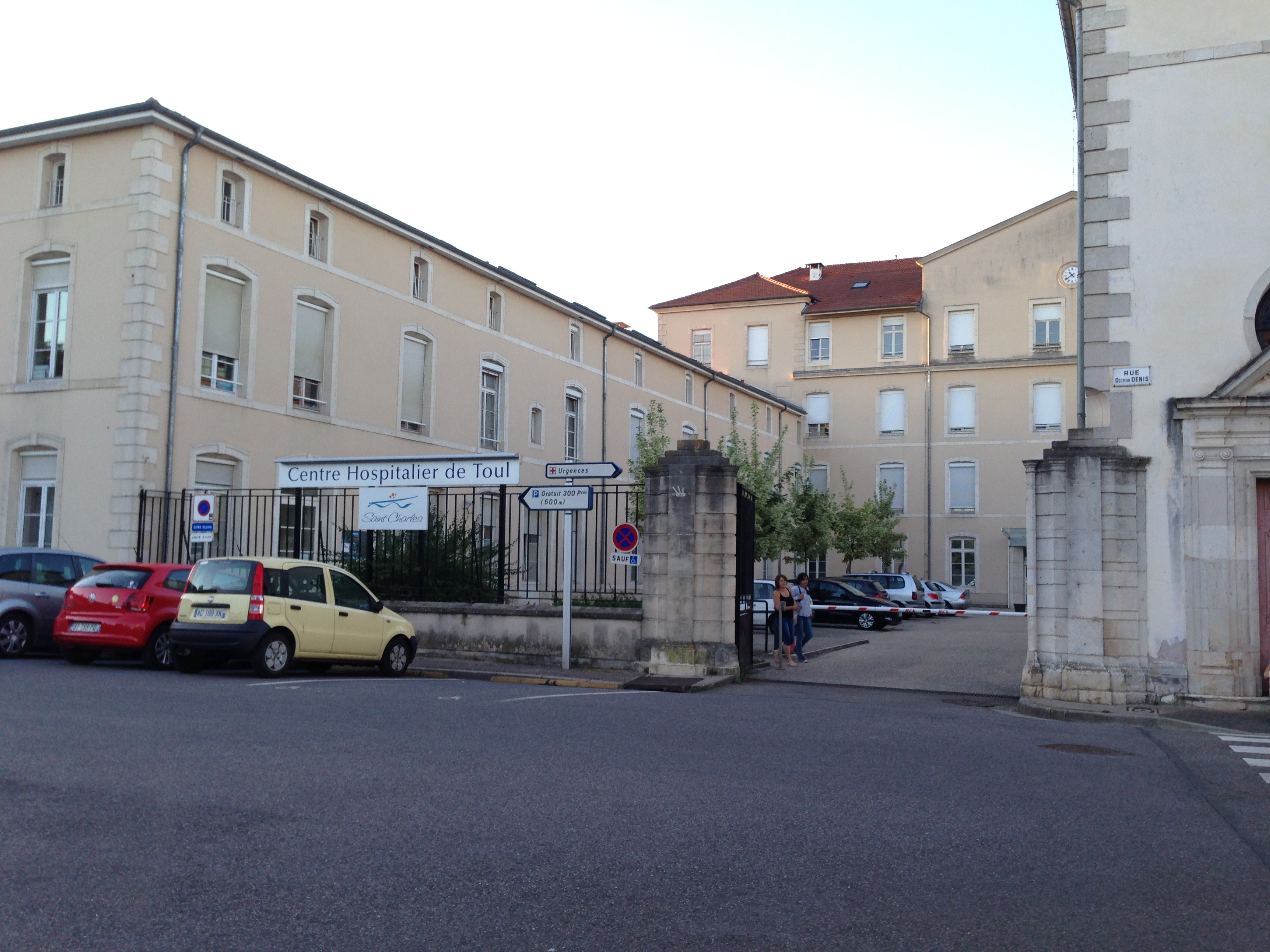
图勒中心医院

### 教育
图勒属于南锡-梅斯学区。截止2018年1月1日，图勒境内共有7所幼儿园、8所小学、4所初级中学、2所普通高中和2所职业高中。2018至2019学年度，图勒境内共有在校中小学生3,135名。

### 医疗
截止2018年1月1日，图勒境内共有全科医生22名、保健师17名、牙医23名、护士28名、耳科医生1名、眼科医生2名、皮肤科医生2名、助产士7名、儿科医生2名和妇科医生4名。境内共有药房9家，养老院4家，残疾人帮扶中心3家。
图勒中心医院，全名为“图勒圣夏尔中心医院”（Centre Hospitalier Saint Charles），位于图勒市区，下属1个病区和2个残疾人帮扶中心，共设有床位374个，是当地规模最大的公立综合性医院。

### 住房
2016年，图勒境内共有各类住房7,785套，其中88.5%为常住房屋。集中式居民区主要分布在市区北部的“梅斯十字架”街区。

### 商业
2017年，图勒境内共有各类商铺897家，其中餐饮服务类413家。市区东部的多马尔坦境内建有大型开放式商业街区。

### 体育
2018年，图勒境内共有8间健身房、5座综合体育场、7处网球场、1处马术场、6处足球或橄榄球场以及3处篮球或排球场。
图勒足球俱乐部（FC Toul）是当地的一支足球队，2020至2021赛季参加区域性的足球联赛。

### 环境
图勒的环境事务由其所属的公共社区负责。2017年，图勒境内共有3家污染企业。

### 治安
2014年，图勒及附近地区共发生各类案件1,327起，其中盗窃类案件619起，经济类案件143起，毒品交易类案件167起。
图勒监狱位于市区南部，约420名犯人在此关押。

## 文化
2018年，图勒境内共有1个电影院和1个博物馆。

### 建筑
图勒因其防御工事而闻名，老城区建于图勒城墙以内，有多处法国国家文物保护单位，其中图勒圣斯德望主教座堂、图勒圣若望古堂、图勒艺术与历史博物馆等是当地的代表性建筑物。

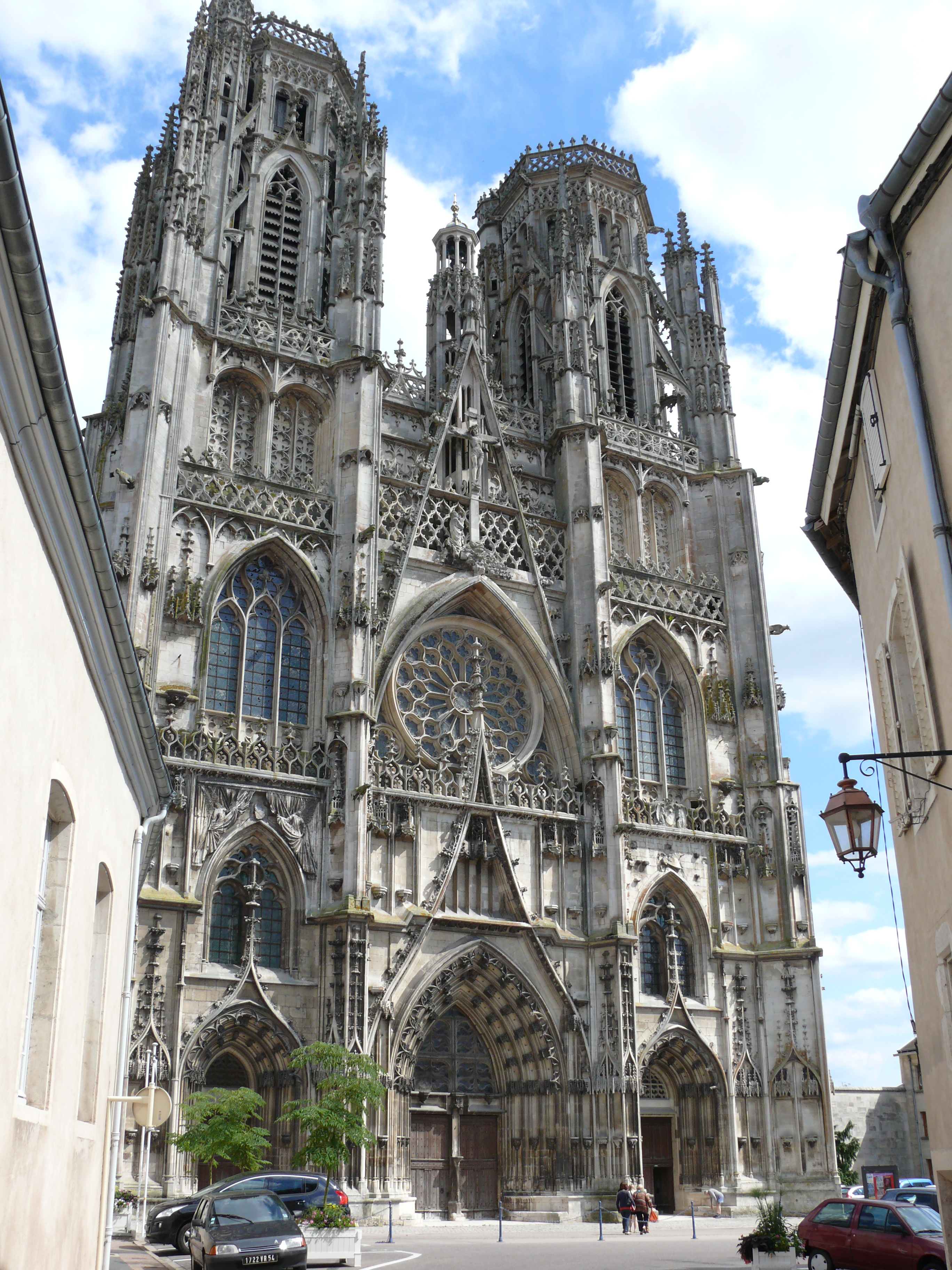
圣斯德望主教座堂（法语：Cathédrale Saint-Étienne de Toul）
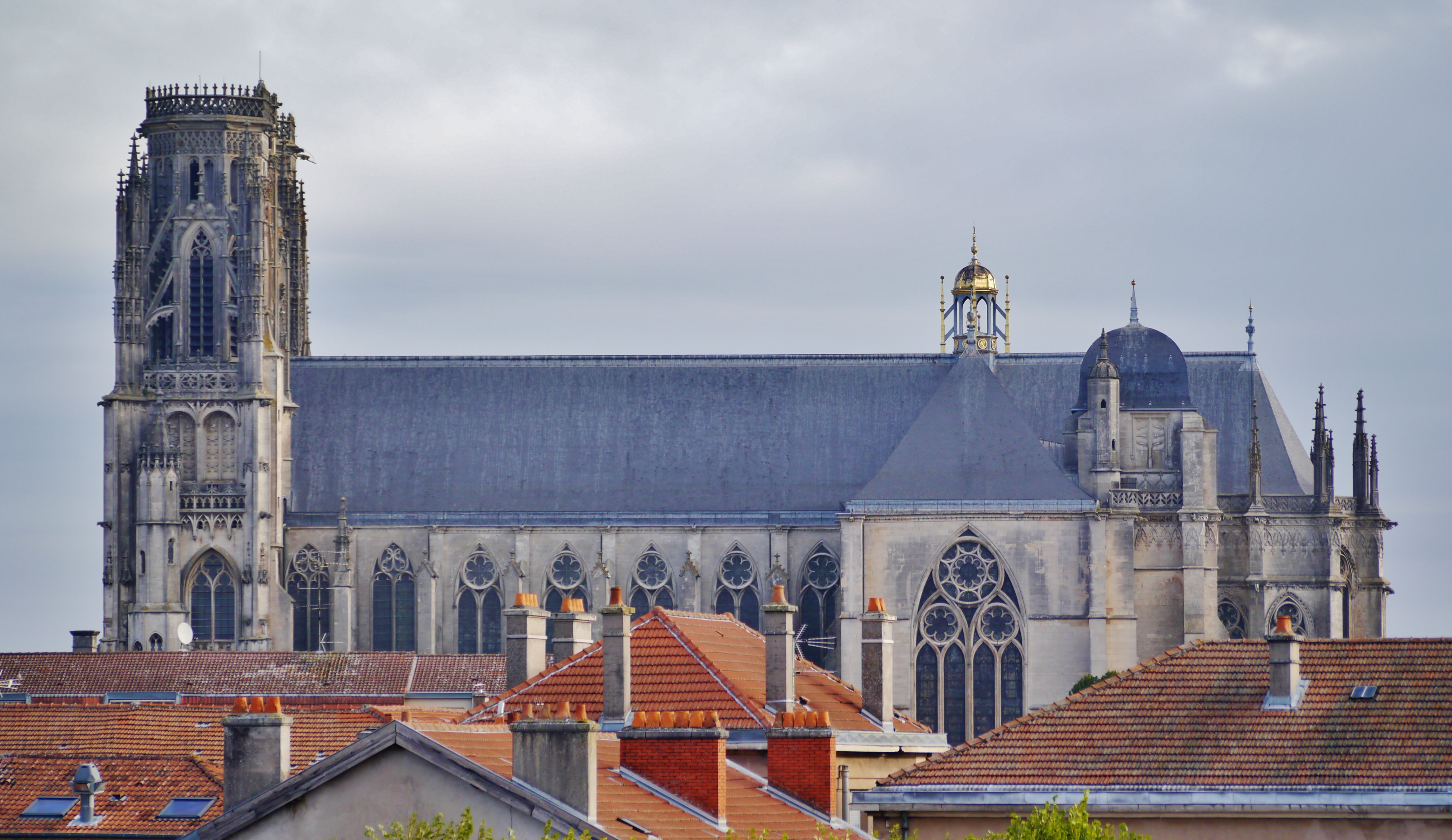
圣斯德望主教座堂（法语：Cathédrale Saint-Étienne de Toul）（侧面）
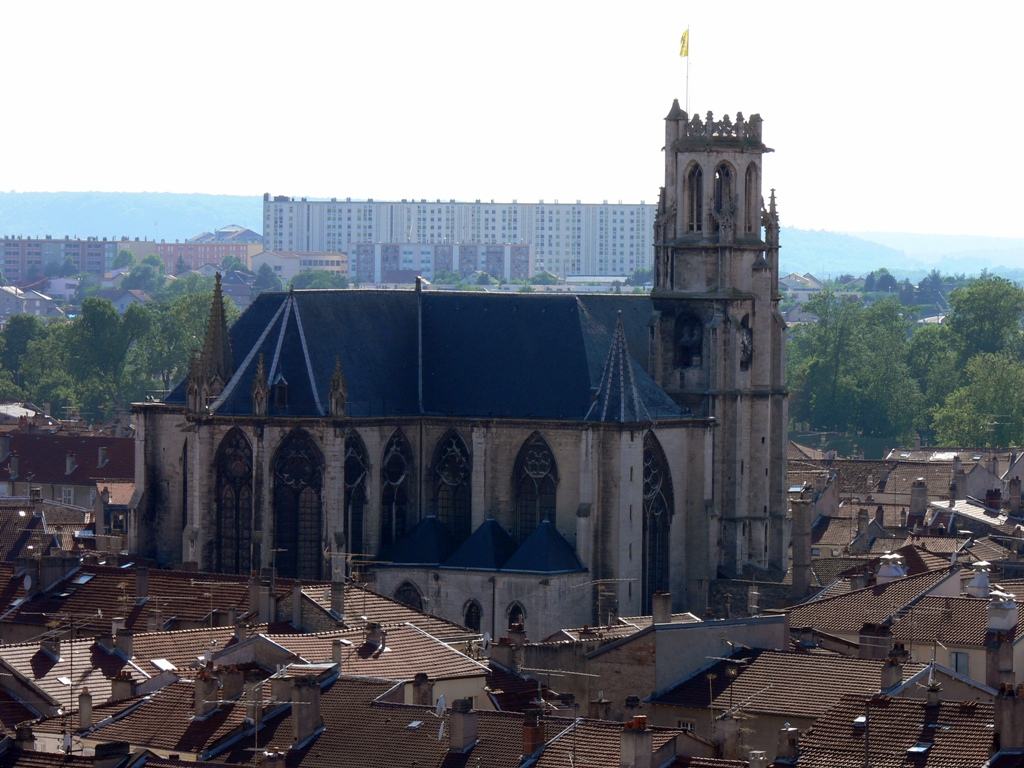
圣让古堂（法语：Collégiale Saint-Gengoult de Toul）
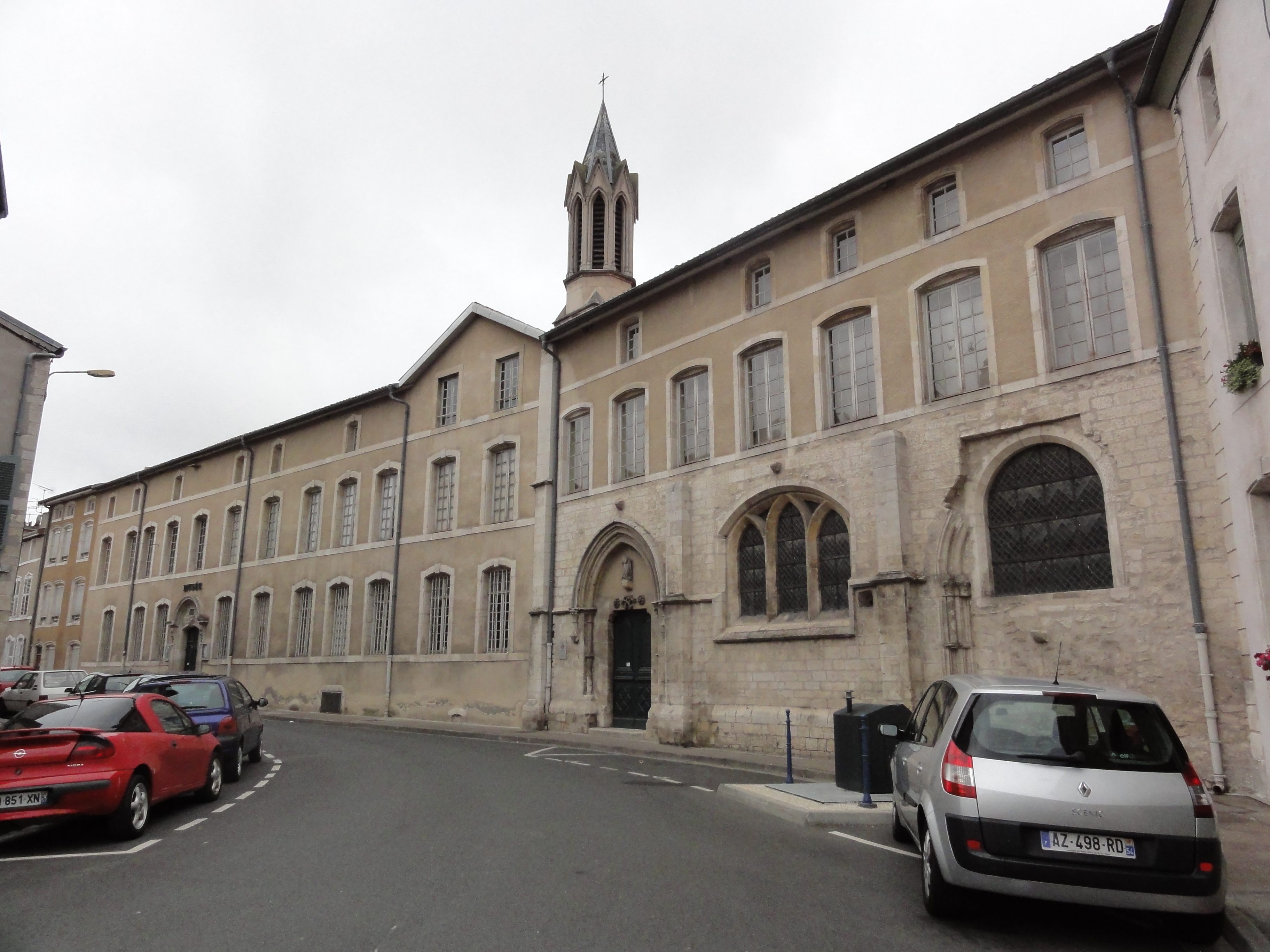
艺术与历史博物馆（法语：Musée d'Art et d'Histoire de Toul）
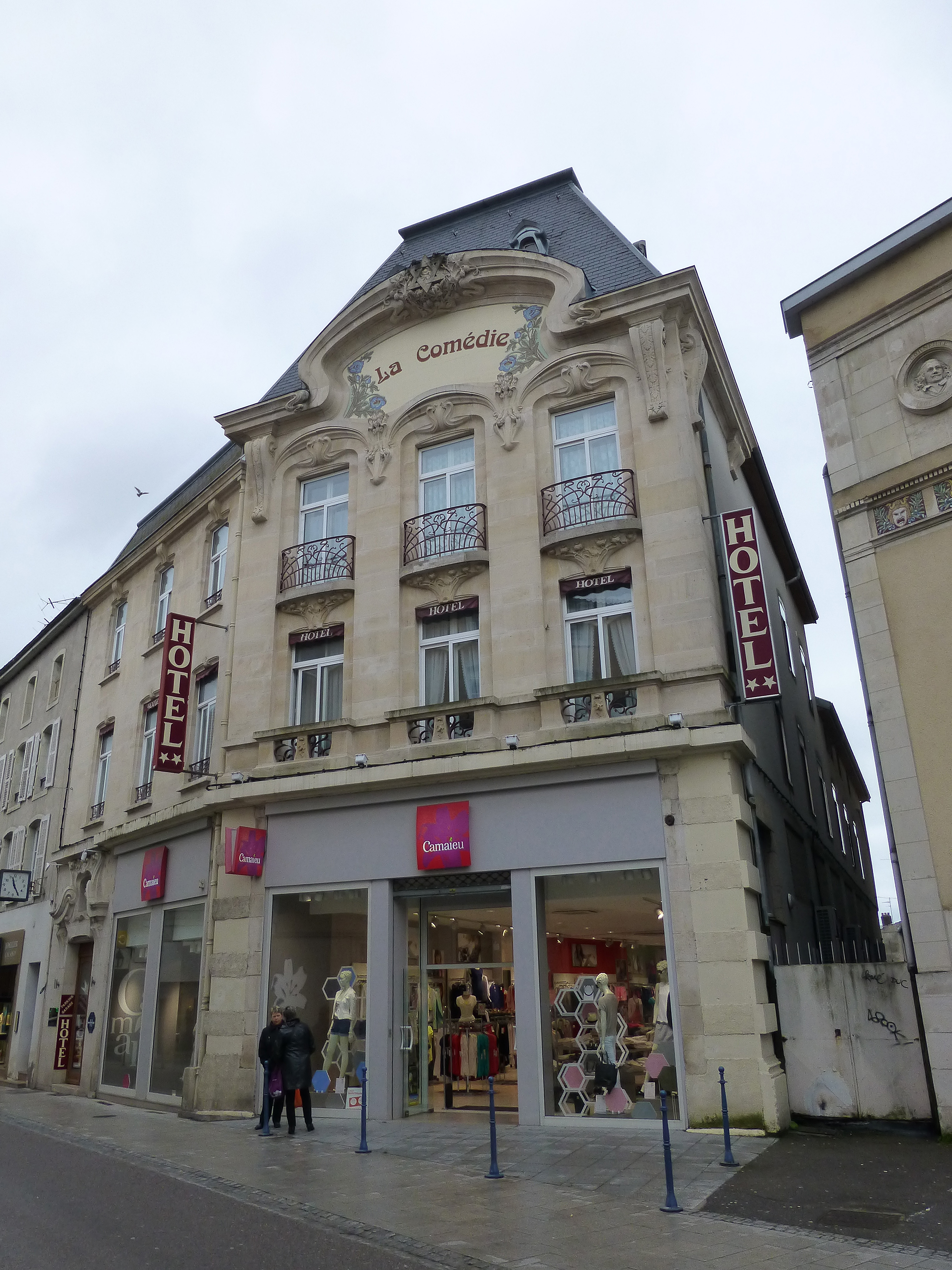
市中心传统民居
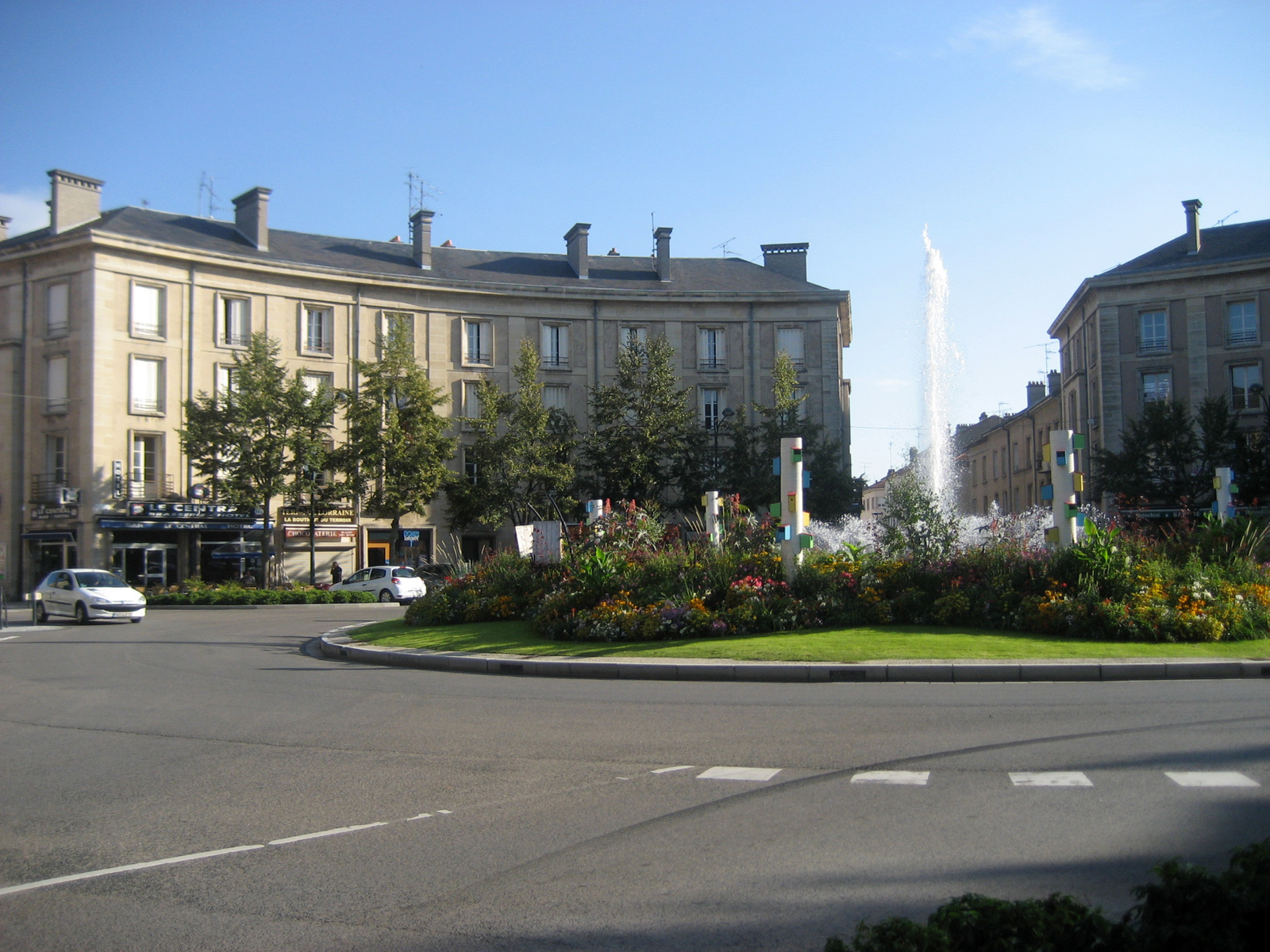
街心环岛

### 旅游
2020年，图勒境内共有3个宾馆共计57间房间。

### 媒体
法国主要的媒体均可在图勒接收，法国电视三台下属的大东部大区频道在部分时段播出图勒所属区域的地方新闻。

## 友好城市
截至2020年5月，图勒与 德国哈姆互为友好城市关系。